# フロッグストンプ
フロッグストンプ(Frogstomp)は、オーストラリアのロックバンド、シルヴァーチェアーのアルバム。

## 収録曲
1. イスラエルズ・サン - Israel's Son
2. トゥモロー - Tomorrow
3. フォルトライン - Faultline
4. ピュア・マサクル - Pure Massacre
5. シェイド - Shade
6. リーヴ・ミー・アウト - Leave Me Out
7. スイサイダル・ドリーム - Suicidal Dream
8. マッドマン - Madman
9. アンディサイデッド - Undecided
10. シカーダ - Cicada
11. ファインダウェイ - Findaway

## 評価
先行シングルの「Tomorrow」がまずオーストラリア国内で大ヒット。その後アメリカでも火がつき、ビルボードの2大ロックチャートにて3週連続で1位を獲得した。そんな中で発売された今作は全豪で1位、全米でも9位を記録する大ヒットとなった。15歳の若さでヒットを連発した彼らは「グランジチルドレン」と呼ばれた。